# نقار الخشب أبقع سندي
نقار الخشب أبقع سندي (الاسم العلمي: Dendrocopos  assimilis) (بالإنجليزية: Sind  Woodpecker)‏ هو طائر ينتمي إلى نقار الخشب (فصيلة: Picidae).